# Iwan Iwanowitsch Schegalkin
Iwan Iwanowitsch Schegalkin (Иван Иванович Жегалкин; wiss. Transliteration Ivan Ivanovič Žegalkin) (* 22. Julijul. / 3. August 1869greg. in Mzensk; † 28. März 1947 in Moskau) war ein russischer Logiker und Mathematiker.

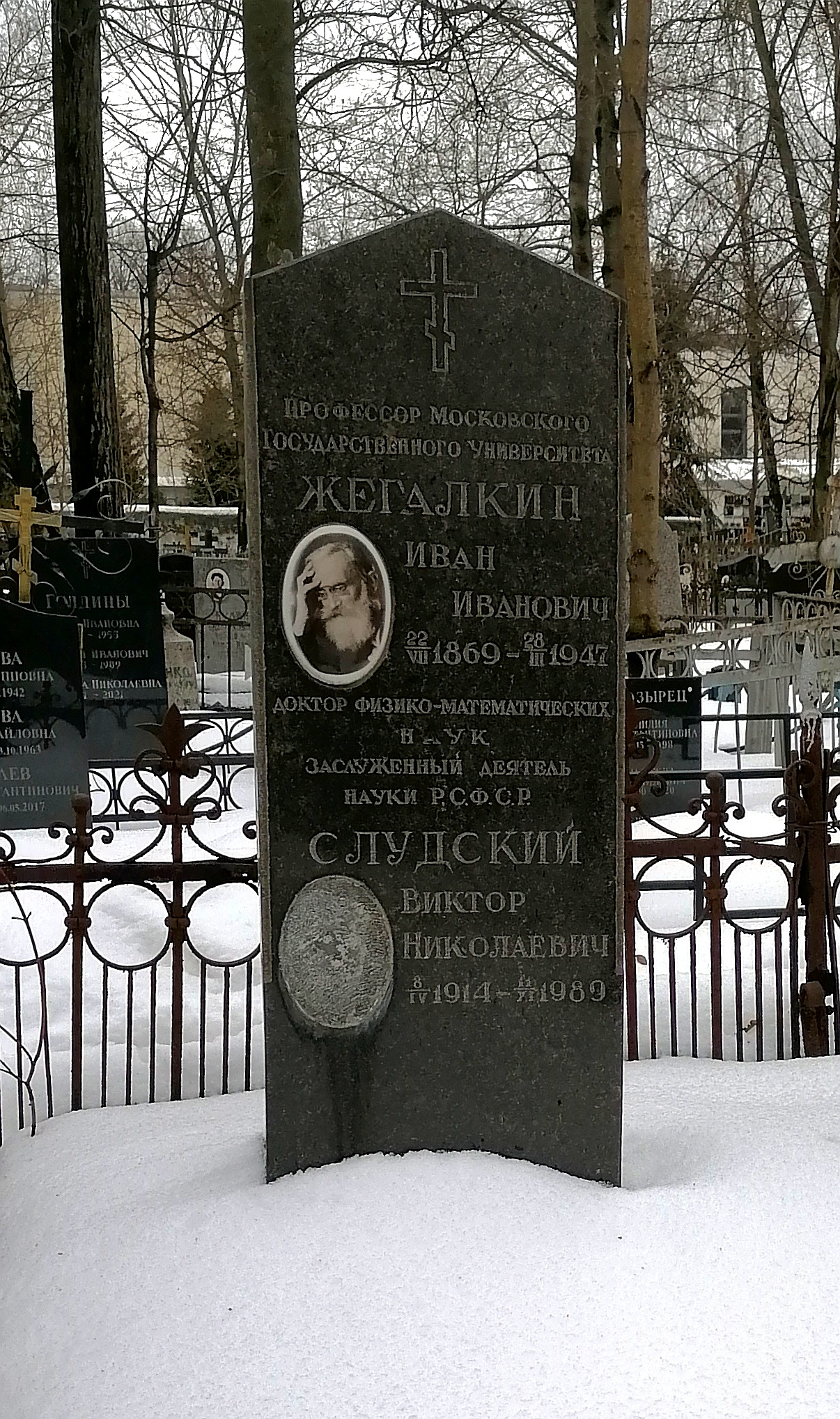

Schegalkin war von 1902 bis 1911 Dozent und von 1917 bis 1947 Professor an der Moskauer Universität. Er war einer der Gründer der sowjetischen Schule der mathematischen Logik. 1927 entwickelte er einen algebraischen Logikkalkül, der die Logik von George Boole optimiert und später als boolescher Ring bezeichnet wurde.

## Aussagenkalkül
Schegalkin baute seinen Aussagenkalkül auf der Konjunktion UND als Multiplikation und der ausschließenden Disjunktion ENTWEDER-ODER als Addition auf und formulierte folgendes Axiomensystem:
- assoziativ:	(ab)c=a(bc)
- kommutativ:	ab=ba
- neutral:	1a=a
- nihiliert:	0a=0
- idempotent:	aa=a
- assoziativ:	(a+b)+c=a+(b+c)
- kommutativ:	a+b=b+a
- neutral:	0+a=a
- selbstinvers:	a+a=0
- distributiv:	(a+b)c=ac+bc

Die Regel »nihiliert« ist überflüssig und beweisbar: 0a=(a+a)a=aa+aa=0. Die Regel »selbstinvers« gilt in Booles originaler Algebra nicht; er nannte und gebrauchte nur die übrigen Axiome. Diese Regel ist aber entscheidend, denn sie macht aus Booles Algebra, die auch logisch sinnlose Formeln enthält, einen selbständigen Logikkalkül, in der alle Formeln eine logische Bedeutung tragen. Man findet »selbstinvers« schon 1891 bei Giuseppe Peano, bei dem aber das zweite Neutralgesetz und das Distributivgesetz fehlen. Das vollständige Axiomensystem stellte Schegalkin erstmals auf. Durch die Definition –a=a entsteht ein sogenannter Boolescher Ring mit der Subtraktion a-b=a+b. Durch die Definitionen {\displaystyle a\land b=ab} und {\displaystyle a\lor b=a+b+ab} und {\displaystyle \neg a=1+a} entsteht eine Boolesche Algebra im modernen Sinn.

## Schriften
- О технике вычислений предложений в символической логике. In: Математический сборник. Band 34, Nr. 1, 1927, ISSN 0368-8666, S. 9–28, (online).
- Арифметизация Символической Логики. In: Математический сборник. Band 35, Nr. 3/4, 1928, S. 311–377, (online).